# Хоккейная статистика
Хоккейная статистика — статистические данные, обычно отслеживающиеся в хоккее с шайбой. Приведены обозначения на английском и русском языках.

## Команда
- И (проведённые игры) / GP (Games played)
- В (выигрыши в основное время) / W (Wins)
- П (проигрыши в основное время) / L (Losses)
- Н (ничьи) / T (Ties)
- ВО  (выигрыши в овертайме) / OTW (Overtime wins)
- ВБ (выигрыши по послематчевым буллитам) / SOW (Shootout wins)
- ПО (проигрыши в овертайме) / OTL (Overtime losses)
- ПБ (проигрыши по послематчевым буллитам) / SOL (Shootout losses)
- О (очки) / Pts (Points) — если в соревновании возможны ничьи, то в большинстве случаев за победу в основное время даётся 2 очка, а за ничью — 1; если ничьи не предусмотрены, то за победу в основное время даётся 3 очка, за победу в овертайме или по буллитам — 2 очка, за поражение в овертайме или по буллитам — 1 очко.
- ЗШ (заброшенные шайбы), или ГЗ (забитые голы) / GF (Goals for)
- ПШ (пропущенные шайбы), или ГП (пропущенные голы) / GA (Goals against)
- Ш (заброшенные и пропущенные шайбы)
- ИБЗ (игры без забитых голов)
- СХ («сухие» игры), или И"0" (игр на ноль), или ИБП (игры без пропущенных голов) / SO (Shutouts) — матчи, в которых команда не пропустила ни одной шайбы
- STK (Streak) — игры без поражений или побед подряд
- % / Pct — процент выигранных игр
- Штр (штрафное время в минутах) / PIM (Penalties in minutes)
- ШтрС (штрафное время соперника) / PIMA (Penalties in minutes against)

## Полевые игроки
- И (проведённые игры) / GP (Games played)
- Г (голы), или Ш (шайбы) / G (Goals)
- П (голевые пасы / передачи), или А (ассистировал) / A (Assists)
- О (очки) / Pts (Points) — сумма голов и голевых пасов
- Штр (штрафное время в минутах) / PIM (Penalties in minutes)
- ГБ (голы в большинстве) / PPG (Power play goals)
- ПБ (голевые пасы в большинстве) / PPA (Power play assists)
- ГМ (голы в меньшинстве) / SHG (Shorthanded goals)
- ПМ (голевые пасы в меньшинстве) / SHA (Shorthanded assists)
- ПГ (победные голы) / GWG (Game-winning goals) — решающие голы, например третий гол победителя при счёте 2:2.
- РБ (решающие послематчевые буллиты)
- GTG (Game-tying goals)
- ПВ (голы в пустые ворота) / ENG (Empty net goals)
- +/- (плюс/минус, показатель полезности) / P/M (Plus/minus)
- ВП (общее время на площадке) / TOI (Time on ice)
- ВП/И (среднее время на площадке за игру) / ATOI (Average time on ice)
- См/И — Среднее количество смен за игру
- БВ (броски по воротам) / SOG (Shots on goal)
- %БВ (процент реализованных бросков)
- БВ/И (среднее количество бросков по воротам за игру)
- Вбр (вбрасывания)
- %Вбр (процент выигранных вбрасываний)

## Вратари
- И (проведённые игры) / GP (Games played)
- В (выигрыши) / W (Wins)
- П (проигрыши / поражения) / L (Losses)
- ИБ (игры с буллитными сериями)
- Бр (броски по воротам) / SOG (Shots on goal)
- ПШ (пропущено шайб) / GA (Goals against)
- ОБ (отражённые броски / сэйвы) / SV (Saves)
- %ОБ (процент отраженных бросков) / SVP, SV%, SVS%, PCT (Save percentage)
- КН (коэффициент надёжности, в NHL обозначается как ПШСР) / GAA (Goals against average) — пропущенные шайбы в среднем за игру = 60 мин × ПШ / ВП
- ГП (голевые пасы / передачи)
- СХ («сухие» игры), или И"0" (игр на ноль) / SO (Shutouts)
- Штр (штрафное время в минутах) / PIM (Penalties in minutes)
- ВП (общее время на площадке) / TOI (Time on ice); MIN (Minutes)
- GS (Games started) — игры, в которых вратарь начинал матч
- ПВ (голы в пустые ворота) / ENG (Empty net goals)